# Polytrichadelphus ericoides
Polytrichadelphus ericoides är en bladmossart som beskrevs av Mitten 1869. Polytrichadelphus ericoides ingår i släktet Polytrichadelphus och familjen Polytrichaceae. Inga underarter finns listade i Catalogue of Life.